# 레몽 4세 드 툴루즈 백작
툴루즈의 레몽 4세(Raymond IV de Toulouse, 1052년경 ~ 1105년)는 툴루즈의 백작이며, 프로방스 제후로써 제1차 십자군의 주요 지도자 중 1명이다. 트리폴리 백국의 기반을 창설했다. 일명 생질의 레몽(Raymond de Saint-Gilles)이라 불리기도 한다. 그의 신체적 특징으로써 애꾸눈이라고 알려져 있다.

## 생애
레몽은 툴루즈 백작 기욤 4세의 동생이었으나, 기욤 4세가 딸 필리파를 후계자로 지명하고 죽자, 그 지위를 찬탈하여 툴루즈 백작이 되었다. 그 때문에 필리파와 결혼한 아키텐 공작 기욤 9세는 여러 차례 백작의 지위를 주장하며 툴루즈를 공격했다.
3번 결혼했으나, 처음 2번은 근친결혼이기에 무효가 되었고, 그 이유로 2번이나 파문을 당했다. 그 때문에 최초의 아내와 아들이었던 장남 베르트랑은 서자로 보는 경우가 많다. 십자군 이전에도 스페인에서 이슬람교도와 전투를 벌였고, 제1차 십자군 참가의 권유를 받았을때도 제후중에서 가장 먼저 참가를 맹세했다고 한다. 나이로는 최연장자였기에, 남 프랑스 제후들의 리더가 되었다. 콘스탄티노폴리스에서는 비잔티움 황제 알렉시우스 1세에게 신종을 맹세를 했고, 물론 친구였던 타란토의 보에몽에게 동맹을 맺게 했다. 1097년 인타오키아 포위전에서는 피에르 바르톨로뮤가 성창을 발견하여 많은 십자군의 사기를 올려주었다. 그러나 결국 성창은 가짜로 밝혀지고, 레몽을 지지하던 피에르 바르톨로뮤가 아르카 공성전 때 자신이 본 계시를 입증하는 실험을 하다 화상을 입고 죽자, 레몽의 힘도 약해진다.
안티오키아 공략 후, 시내에 병사를 주둔시켰으나, 보에몽에게 쫓겨났기 때문에 보에몽의 영토확장을 방해하기 위해 자신의 영토로써 트리폴리의 소유를 원했다. 그러나 병사들은 예루살렘 진격을 바랐기 때문에 일단 중단하고, 부용의 고드프루아와 함께 예루살렘을 공략했다.
처음엔 그가 예루살렘 왕에 추대되었으나, 그리스도가 죽은 땅에 왕이라고 불리길 원하지 않았기에 거절했다. 그 때문에 고드프루아가 왕으로 선출되었으나, 고드프루아도 왕으로 불리길 싫어해 성묘의 수호자 란 명칭을 썼다. 그 후 아스칼론 전투에 참가했으나, 아스칼론 점령을 두고 고드프루아와 다툼을 벌였기에 이곳을 공략하지는 못했다. 그 때문에 십자군과 결별하고 콘스탄티노폴리스에서 지냈다. 여기서 1101년 십자군과 합류했으나, 아나톨리아에서 패배했다. 다시 콘스탄티노폴리스에 돌아가 황제 알렉시우스 콤네누스의 원조를 받아 트리폴리 공략을 목표로 삼았으나, 원정 도중 병사했다.
그의 조카인 기욤 주르당이 포위를 계속했으나, 그 후 베르트랑이 그를 대신했고, 1109년 트리폴리를 함락시켜, 트리폴리 백국을 세웠다. 그의 휘하에 있던 레이몽드 드 아길레스(Raimundus de Aguilers)가 제1차 십자군의 기록을 레몽의 관점으로 기술하였다.